# МАЗ-104
МАЗ 104 — 11.65-метровий міський автобус, що вироблявся на Мінському автомобільному заводі з 1997 по 2007 рік . Одна з найновіших сучасних розробок міських автобусів. МАЗ 104 використовується як міський, паралельно з МАЗ 104 почав випускатися модифікований МАЗ 104С, що загалом майже не відрізнявся від оригінального випуску, проте був облаштований і як міський, і як міжміський (між ближніми містами) автобус.
Автобус має 5 передач та зручне та легке для керування водієм кермо, приборна панель побудована за типом «торпедо» — майже півкругом. Розділена на 3 мініпанелі: бокові частини застосовані для кнопок та важелів, середня частина обладнана для спідометра системи WCO (остання на ньому позначка — 125 км/год), тахометра (максимальна кількість оборотів — 3.8 тис. оборотів/хв), бензинометра (вміщує 160 літрів та їздить на Євро-3, двигун дизельний, витрати палива на 100 кілометрів сягають  приблизно 30 літрів) та показника розігріву двигуна. Усі показникові прилади великого розміру та мають зелену підсвітку для кожного з показників приладів. Також є функція промиття скла, склоочисники прилягають один до одного, а лобове скло розділено на дві частини: така модель двірників та лобового скла присутня у більшості автобусів МАЗ. У автобуса є також антибуксувальна система (ABS) та гальмова система WABCO.
Пасажирський салон у автобуса просторий: для сидіння використовуються нероз'єднані крісла, кількість сидячих місць у автобусі 24-40 штук відповідно до замовлення. Загальна паасжиромісткість автобуса — 100 чоловік. У автобуса є передні і задні двостворчаті двері. У модифікації МАЗ 104С задні двері відсутні, замість них у МАЗ 104 встановлено додаткові крісла для пасажирів.
МАЗ 104 також має протипожежну систему і каркас автобуса зроблений з вогнетривкого металу, який витримує температуру 170 °C.